# Medea furiosa
Medea furiosa (en francès, Médée furieuse) és un quadre que el romàntic francès Eugène Delacroix va pintar cap a la fi de la seva vida i que es troba al museu del Louvre, a París.

## Tema
Delacroix pinta Medea, un personatge de la mitologia clàssica grega, en un tema, com és típic e ell, de caràcter tràgic: a causa de la traïció i abandonament de Jason, escull la revenja per mitjà de l'infanticidi, matant els dos fills que havien tingut en comú.
Pels romàntics com Delacroix, ja no estava de moda pintar estàtues clàssiques com feien els academicistes però en canvi sí que era vàlid llegir els clàssics per a inspirar-se directament a partir de la literatura. La idea era que els escriptors estrangers oferien una visió del món diferent a, en el cas de Delacroix, els francesos, i que la lectura fomentava la imaginació.

## Descripció
El quadre mostra una grota a la qual corre Medea amb els seus fills nus i amb un punyal a la mà. A primera vista hom podria dubtar si la mare corre per a protegir els nens o per a atacar-los, però diferents elements dels personatges (la cabellera salvatge al vent de Medea, l'ombra sobre els seus ulls, la mirada dels infants, etc.) i del paisatge (la grota, la terra, les herbes, etc.) expressen salvatgisme. Front a això, s'oposa la riquesa de les joies ben treballades, per exemple el braçalet i sobretot la tiara de reial. La seva determinació es pot percebre, per exemple, al perfil ben definit, els braços forts i el puny ben agafat al punyal. Aquesta figura femenina, que corre armada amb determinació, mirant de perfil cap a l'esquerra, mig nua, amb tocat i cabellera al vent, pot recordar alguns la protagonista d'un quadre anterior del mateix autor, La llibertat guiant el poble.

## Composició
El quadre, com en altres quadres de Delacroix (amb dones protagonistes: Grècia sobre les ruïnes de Missolonghi, La llibertat guiant el poble, etc. De temes mitològics, La barca de Dante, per exemple. Pintat l'any anterior, La caça del lleó. Etc.), té estructura piramidal, de manera que la mare i els dos nens formen un sol conjunt, el que podria evocar la proximitat maternal.

## Estil
El grup format per la mare i els nens està ben detallat, mentre que el fons es representa sobretot a base de taques de color i pinzellades aïllades, com és el cas de les roques en últim terme que es veuen a l'esquerra, en vert. La llum entra per l'entrada de la cova, a l'esquerra, i modela amb sensualitat les formes femenines de Medea. Els colors dominants, en el que representa que és la nit, són ocres i marrons, com ja ocorre i en major grau a El presoner de Chillon, però Delacroix hi incorpora les seves característiques taques de color. En aquests darrers anys, les taques encara inclouen el blanc però els altres no són necessàriament els primaris, vermell, blanc i blau, sinó que amb el temps ha incorporat el verd maragda, com és el cas aquí, per reforçar la idea de la natura salvatge, i que ja apareixia, per exemple, en un detall del cavall de L'abducció de Rebeca, i el marró xocolata. El blanc innocent és present en la camisa que porta un nen mentre que la dona va vestida de tons caldera, vermell i marró, per mostrar la seva ràbia.